# 艾纳
艾纳，是西班牙卡斯蒂利亚-拉曼恰自治区阿尔瓦塞特省的一个市镇。总面积147km², 总人口912人（2001年），人口密度6人/km²。